# Movimiento por Venezuela
Movimiento por Venezuela (MPV), es un partido político venezolano de centroizquierda. Fue fundado el 25 de junio de 2012, originalmente bajo el nombre de Movimiento Progresista de Venezuela. 

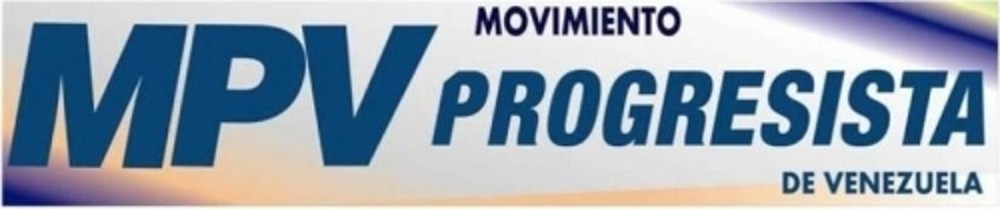
Logo antiguo del Movimiento Progresista de Venezuela antes de que cambiaran el nombre a Movimiento Por Venezuela (hasta 2021).

## Historia
El partido surgió como una división de Patria Para Todos, tras dos años de conflictos internos por la ruptura de la coalición con el gobierno de Hugo Chávez, un grupo denominado PPT - Maneiro (simpatizantes al gobierno de Chávez) y otro PPT (oposición) se disputaron los símbolos del partido a meses de las elecciones presidenciales de 2012.
El 6 de junio, el Tribunal Supremo de Justicia dicta una sentencia por la cual el partido pasa a ser presidido por el primer bloque. A raíz de aquello, se reúnen junto a los miembros de la facción opositora de Podemos que habían corrido igual suerte por decisión del poder judicial para decidir los pasos a seguir. 
Una parte de la facción opositora del PPT, liderado por Henri Falcón deciden fusionarse con algunos miembros opositores de Podemos en Avanzada Progresista, mientras que el resto de la facción y la facción opositora de Podemos, prefirió adoptar el nombre de Movimiento Progresista de Venezuela para apoyar la candidatura presidencial de Henrique Capriles Radonski.

## Principios programáticos
El Movimiento Progresista de Venezuela, plantea en sus principios programáticos:
"Nosotros, militantes del Movimiento Progresista de Venezuela, conscientes de que el enemigo fundamental de los venezolanos de hoy es la pobreza y la injusticia social, creemos que el modelo de desarrollo para derrotar a estos flagelos es el que brinde progreso social. Este modelo debe construirse a través de una economía mixta donde el Estado sea propietario de las industrias básicas fundamentales, manejadas con criterios gerenciales y técnicos adecuados, y despartirizadas. Pero al mismo tiempo, el Estado debe garantizar reglas claras a la iniciativa privada y garantías jurídicas a largo plazo con el propósito de promoverla. 

Las realidades sociales son complejas, cambiantes y las políticas económicas son producto de la interacción y negociación entre fuerzas diversas que actúan según sus intereses y propósitos, por lo que no son independientes y ajenas a visiones ideológicas, creencias y puntos de vista de quienes las expresen, y están determinadas por las condiciones sociales y políticas del momento en que se formulen. Por ello la participación plena y efectiva de la ciudadanía en la formulación de tales políticas en un marco de amplitud democrática descentralizadora, será el promotor de una nueva sociedad pujante en donde todos tengan cabida para el progreso individual y colectivo.

## Dirigentes
Entre los principales dirigentes están:
- Adriana González: ex alcaldesa del municipio Atures, estado Amazonas.
- José Correa: exalcalde del municipio Autana, estado Amazonas.
- Simón Calzadilla: Secretario General; diputado, ex Segundo vicepresidente del Parlamento.
- Armando Fonseca: Miembro del Secretariado Nacional.
- Nelson Pérez: Miembro del Secretariado Nacional.
- Ofelia Rivera: Miembro del Secretariado Nacional; Coordinadora nacional del Movimiento Red de Educadores Progresista.
- Manuel Camero: Miembro del Secretariado Nacional; Miembro del equipo Nacional de Avanzada Progresista, vocero del ex Gobernador del Guárico.
- Henry Rosales: Miembro del Secretariado Nacional.

### Diputados Nacionales
Principales
| Diputado                    | Estado   |
| --------------------------- | -------- |
| Simon Calzadilla            | Aragua   |
| José Luis Pirela (renunció) | Zulia    |
| Julio Ygarza (renunció)     | Amazonas |
| Manuel Camero (renunció)    | Guárico  |
| Nirma Guarulla (renunció)   | Amazonas |

Suplentes
| Diputado suplente          | Estado   |
| -------------------------- | -------- |
| José Hernández (renunció)  | Bolívar  |
| Manuel Texeira (renunció)  | Miranda  |
| Mauligmer Baloa (renunció) | Amazonas |
| Rosa Petit (renunció)      | Amazonas |

## Participación electoral

### Elecciones parlamentarias de 2015
En las elecciones parlamentarias, celebradas el 6 de diciembre, como partido de oposición participó en la coalición electoral denominada MUD, la cual obtuvo 112 de los 167 escaños que componen la unicameral Asamblea Nacional para el período 2016 - 2021. Con esa victoria electoral se constituyó la mayoría calificada del parlamento. El partido contribuyó con 4 curules a la mayoría de la oposición: por el Amazonas los diputados Nirma Guarulla y Julio Haron Ygarza;  el diputado Simón Calzadilla en Aragua y el diputado José Luis Pirela en el Zulia.

### Diputados impugnados por el oficialismo y crisis institucional
Los días 28 y 29 de diciembre de 2015, nueve diputados de la oposición que resultaron elegidos el 6 de diciembre de ese año - incluyendo al presidente del MPV Simón Calzadilla - fueron objeto de impugnaciones ante el Tribunal Supremo de Justicia, por parte de miembros del PSUV, a través de un recurso contencioso administrativo con medida cautelar; se les acusó de obtener votos de manera fraudulenta.
El 30 de diciembre de 2015, seis días antes de la instalación de la Asamblea Nacional, la Sala Electoral del Tribunal Supremo de Justicia (TSJ) emitió varias sentencias admitiendo las demandas pero considerando improcedentes las solicitudes de medidas cautelares en los casos de seis de los nueve diputados de la oposición y remitiendo sus casos al Juzgado de Sustanciación para que siguieran su curso. Sin embargo, en la sentencia No. 260 el Tribunal Supremo aprobó una medida cautelar provisoria para suspender el nombramiento de dos diputados del Movimiento Progresista por el estado Amazonas, Nirma Guarulla y Julio Haron Ygarza así como del oficialista Miguel Tadeo Rodríguez y el Representante Indígena de la Región Sur Romel Guzamana del partido Voluntad Popular. Rechazando esa sentencia, el 6 de enero de 2016 fueron juramentados los diputados del MPV y Voluntad Popular, por el presidente de la Asamblea Nacional Henry Ramos Allup, suscitándose una polémica entre el gobierno y la oposición con acusaciones de desacato del poder judicial.
Sobre este particular, la oposición agrupada en la MUD afirmó que las impugnaciones persiguen disminuir su mayoría en la Asamblea Nacional; alegó que al TSJ dictar la medida cautelar se obviaron los procedimientos constitucionales; se dejó sin representantes legislativos al estado Amazonas; y se violó la inmunidad que ya gozaban los diputados desde el 8 de diciembre de 2015 cuando fueron nombrados por el CNE. Adicionalmente, los representantes legales de los diputados de la oposición recusaron a cinco magistrados de la Sala Electoral del Poder Judicial por sus vinculaciones con el partido del gobierno, el (PSUV).
El 11 de enero de 2016, la Sala Electoral del TSJ emitió una sentencia declarando desacato de la Asamblea Nacional: ordenó, primero, dejar sin efecto la juramentación de los diputados del partido de tendencia progresista y la tolda naranja del estado Amazonas cuyas elecciones cuestiona. Segundo, solicitó la desincorporación de esos diputados. Tercero, declaró como nulos todos los actos administrativos de la AN que se hayan dictado o se dictaren en desacato de su sentencia No. 260 del 30 de diciembre de 2015. En respuesta, el segundo Vicepresidente de la Asamblea Nacional, Simón Calzadilla, afirmó que la sentencia No. 260 era inacatable y tenía motivaciones políticas.
El 12 de enero de 2016, el diputado del partido de gobierno, Héctor Rodríguez Castro, hizo público un audio que presuntamente implicaba al gobernador del MPV en el estado Amazonas, Liborio Guarulla y el presidente de una mesa electoral del centro de votación, Humberto Yusino, en la comisión de delitos electorales que aparecen reseñados en las impugnaciones que afectan a los diputados del estado Amazonas; el día siguiente, 13 de enero, Guarulla introdujo ante el TSJ un documento para rechazar las impugnaciones contra los diputados del estado Amazonas y su persona. Públicamente, el gobernador Guarulla afirmó que las impugnaciones del TSJ intentaban sacar al estado que representa del mapa político; asimismo, denunció la persecución política y racial contra dos dirigentes indígenas (Humberto Yusuino y de Javier Infante) y un trabajador de la Gobernación.
En reacción a la pugna de poderes en Venezuela y cumpliendo con las prerrogativas que le confiere la Carta Democrática Interamericana,  el Secretario General de la Organización de los Estados Americanos Luis Almagro dirigió una carta pública al presidente Nicolás Maduro, el 12 de enero de 2016, para calificar la sentencia emitida por el TSJ - declarando en desacato a la Asamblea Nacional - como 
una vulneración de la voluntad de los electores “por una grabación anónima” que... “pone en riesgo el equilibrio de poderes del Estado”. El Secretario General Luis Almagro también afirmó que “La Sala Electoral en su aplicación jurídica hace retroceder dramáticamente el derecho al siglo XIX”.
El 13 de enero de 2016, los diputados cuestionados del MPV en el estado Amazonas solicitaron - y se aprobó - su desincorporación de la Asamblea Nacional para permitirles ejercer su defensa legal ante la Sala Electoral del TSJ y resolver el enfrentamiento entre los poderes legislativo, por un lado, y ejecutivo y judicial, por el otro. 
Está por ser aclarado si esa desincorporación afectará a la mayoría de la oposición en la Asamblea Nacional convirtiéndola de dos tercios -más de 111 diputados- a tres quintos -más de 101 diputados-.
El 14 de enero de 2016, la sala constitucional del TSJ emitió la sentencia No. 3 mediante la cual declaró el cese de la “omisión o inconstitucional por parte de la Asamblea Nacional”, sin embargo se mantiene hasta hoy día. El 11 de diciembre de 2018 es juramentada Nirma Guarulla como diputada ante la Asamblea Nacional. El 19 de febrero de 2019 la  Asamblea Nacional reincorporó a las dos diputadas suplentes de MPV por Amazonas.

### Elecciones presidenciales de 2024
El 17 de marzo de 2024, el Consejo Nacional Electoral aprobó la inhabilitación de 16 partidos políticos para postular en las elecciones presidenciales 2024 a sus candidatos, tras no alcanzar el 1% de los votos mínimos en la última elección de cargos políticos, sin ofrecer un proceso de validación o reparación requerido por la ley electoral  al intentar cumplir un cronograma apretado en las fechas. 
Entre los partidos inhabilitados, se encontraba el partido. Sin embargo, la directiva del partidopresentó un reclamo y el día 26 de marzo, Simón Calzadilla logra la reactivación de la tarjeta del Movimiento por Venezuela para apoyar a Manuel Rosales a pocos minutos del cierre de la ampliación dentro del cronograma electoral de la Inscripción de postulantes a la presidencia.
El 17 y 18 de abril, la Plataforma Unitaria efectuó reuniones con María Corina Machado, Edmundo González Urrutia, Manuel Rosales, Enrique Márquez y Simón Calzadilla para acordar y definir la candidatura oficial de la oposición para realizar las modificaciones en el tarjetón, siendo los que tienen la decisión sobre las tarjetas inscritas en la boleta electoral. Por unanimidad, todos decidieron apoyar a González Urrutia, después de lo cual Rosales renunció a su candidatura presidencial para dar su apoyo a González Urrutia.
El 23 de abril, tras muchos obstáculos, Un Nuevo Tiempo y Movimiento por Venezuela confirmaron la adhesión de sus tarjetas a la candidatura presidencial unitaria de Edmundo González Urrutia pasada las cuatro de la tarde, habiéndolo intentado durante tres días.

## Resultados

### Presidenciales
|  | 0.34 % |

|  | 44.31 % |

|  | 49.12 % |

|  | 3.54 % |

|  | 43.18 % |

### Parlamentarias
| Año  | Votos                                      | %                                          | Escaños      | +/- |
| ---- | ------------------------------------------ | ------------------------------------------ | ------------ | --- |
| 2015 | Participa bajo la tarjeta de la MUD        | Participa bajo la tarjeta de la MUD        | 4/167        | 4   |
| 2020 | No participa                               | No participa                               | No participa | 4   |
| 2025 | Participa bajo las tarjetas de ÚNICA y UNT | Participa bajo las tarjetas de ÚNICA y UNT |              |     |

### Regionales
| Año  | Votos                                      | %                                          | Gobernadores | +/- | Alcaldías | +/- |
| ---- | ------------------------------------------ | ------------------------------------------ | ------------ | --- | --------- | --- |
| 2021 | 20.228                                     | 0,25                                       | 0/23         | 0   | 0/335     | 0   |
| 2025 | Participa bajo las tarjetas de ÚNICA y UNT | Participa bajo las tarjetas de ÚNICA y UNT |              |     |           |     |